# ミッチ・ジェイコブソン
ミッチ・ジェイコブソン（Mitch Jacobson、1996年1月13日 - ）は、メジャーリーグラグビー、ニューイングランド・フリージャックスに所属するラグビーユニオン選手。

## プロフィール
- ニュージーランド、テ・アワムトゥ出身[1]。
- ポジションはフランカー(FL)。
- 身長 188cm、体重 105kg[2]
- 弟のルークもラグビー選手(オールブラックス)[3]。
- U20ニュージーランド代表に選ばれたことがある。

## 略歴
ワイカト、チーフスを経て、2019年11月、サンウルブズの2020シーズンスコッドに選ばれた。
2022年、ニューイングランド・フリージャックスに加入。 